# Мірко Хргович
Мірко Хргович (босн. Mirko Hrgović, нар. 5 лютого 1979, Синь) — боснійський футболіст, півзахисник хорватського клубу «Юнак».
Виступав за національну збірну Боснії і Герцеговини.

## Клубна кар'єра
У дорослому футболі дебютував 1997 року виступами за команду клубу «Юнак» (Сінь), в якій провів два сезони.
Згодом з 1999 по 2003 рік грав у складі команд клубів «Хайдук» (Спліт), «Гамба Осака» та «Широкі Брієг».
Своєю грою за останню команду привернув увагу представників тренерського штабу клубу «Вольфсбург», до складу якого приєднався 2003 року. Відіграв за «вовків» наступні три сезони своєї ігрової кар'єри, проте так й не ставши гравцем основного складу.
Протягом 2006—2013 років захищав кольори клубів «Хайдук» (Спліт), «ДЖЕФ Юнайтед», «Динамо» (Загреб), «Гройтер», «Широкі Брієг», «Кавала» та «Спліт».
Завершив професійну ігрову кар'єру у клубі «Задар», за команду якого виступав протягом 2013—2015 років.

## Виступи за збірну
2003 року дебютував в офіційних матчах у складі національної збірної Боснії і Герцеговини. Протягом кар'єри у національній команді, яка тривала 7 років, провів у формі головної команди країни 29 матчів, забивши 3 голи.

## Титули і досягнення
- Чемпіон Хорватії (1):

«Динамо» (Загреб): 2008–09
- Володар Кубка Хорватії (2):

«Хайдук»: 1999–2000
«Динамо» (Загреб): 2008-09